# René de Saussure
René de Saussure (ur. 17 marca 1868 w Genewie, zm. 2 grudnia 1943 w Bernie) – szwajcarski językoznawca i esperantysta. Profesor matematyki. Brat Ferdynanda de Saussure’a. Autor projektu reformy języka esperanto.